# Thiago de Jesús dos Santos
Thiago de Jesús dos Santos (* 14. April 1992 in São Mateus), auch einfach nur Thiago Santos genannt, ist ein brasilianischer Fußballspieler.

## Karriere
Thiago Santos stand von Februar 2015 bis Ende 2016 beim brasilianischen AA São Mateus in São Mateus unter Vertrag. Wo er vorher gespielt hat, ist unbekannt. 2016 wechselte er nach Asien. In Südkorea unterschrieb er einen Vertrag beim FC Uijeongbu. Das Fußballfranchise aus Uijeongbu spielte in der dritten Liga. Nach einem Jahr zog es ihn nach Thailand. Hier nahm ihn der Samut Songkhram FC unter Vertrag. Mit dem Klub aus Samut Songkhram spielte er in der zweiten Liga, der Thai League 2. Ende der Saison stieg er mit dem Verein ab. Nach dem Abstieg ging er nach Rayong. Hier schloss er sich dem Zweitligisten Rayong FC an. Zur Rückserie 2019 wechselte er für den Rest des Jahres zu Thai Honda Ladkrabang nach Bangkok. Ende 2019 gab der Hauptstadtverein bekannt, dass man sich aus der Thai League zurückzieht. Nach dem Rückzug ging er nach Kambodscha, wo er einen Vertrag beim Erstligisten Preah Khan Reach Svay Rieng unterschrieb. 2020 feierte er mit Svay Rieng die Vizemeisterschaft. Ende 2021 kehrte er nach Thailand zurück. Hier schloss er sich dem Drittligisten Bankhai United FC an. Mit dem Verein aus Ban Khai spielt er in der Eastern Region der Liga. Im Sommer 2022 wechselte er zum Ligakonkurrenten Pluakdaeng United FC. Für den Klub aus Rayong bestritt er 21 Ligaspiele. Nach einer Spielzeit wechselte er im August 2023 zum Ligakonkurrenten Navy FC. Für den Verein aus Sattahip bestritt er zehn Drittligaspiele. Anfang Dezember 2023 unterschrieb er einen Vertrag bei dem in der Northern Region spielenden Phitsanulok FC. Für den Verein aus Phitsanulok bestritt er zehn Ligaspiele. Im August 2024 wechselte er in die Eastern Region. Hier verpflichtete ihn der Pluakdaeng United FC. Nach zwölf Ligaspielen wurde sein Vertrag nach der Hinrunde im Dezember 2024 nicht verlängert.

## Erfolge
Preah Khan Reach Svay Rieng
- Kambodschanischer Vizemeister: 2020